# Jenkowice (powiat średzki)
Jenkowice – wieś w Polsce położona w województwie dolnośląskim, w powiecie średzkim, w gminie Kostomłoty.

## Podział administracyjny
W latach 1975–1998 miejscowość należała administracyjnie do województwa wrocławskiego.

## Historia
Miejscowość ma metrykę średniowieczną. Po raz pierwszy została wymieniona w 1253 w formie Janisicovici, w 1297 Jenckowicz, 1346 Jenckwitz, 1368 Jenkowicz, 1408 Jengckwitz, 1425 Jenckowicz, 1666/67 Jenckwitz, 1743 Janckwitz, 1795 Jaenkwitz, 1882 Jenkwitz.
Nazwa miejscowości pochodzi od nazwy osobowej Janiszek, Jenek dawnych form imienia Jan z dodanym sufiksem -owice. Początkowa nazwa Janiszkowice, Jenkowice została zgermanizowana w wyniku historycznych procesów językowych. Po 1945 powrócono do pierwotnej nazwy.